# Savage Steel
Savage Steel war eine kanadische Power-, Progressive- und Thrash-Metal-Band aus Mississauga, die im Jahr 1981 gegründet wurde und sich etwa 1988 auflöste.

## Geschichte
Die Band wurde im Jahr 1981 gegründet und bestand aus dem Sänger Paul Gleneicki, dem Gitarristen Marshall Birch, dem Bassisten Mark Talvitie und dem Schlagzeuger Brian Vella. Es folgte neben den ersten Auftritten das Demo Scepters of Deceit, das die drei Lieder Streets of Indecision, Switchblade Man und Night Prowler enthielt, die auch auf dem späteren Debütalbum enthalten sein sollten. Im Sommer 1986 schlossen sich Auftritte in den USA. Dort spielte die Band Konzerte in Los Angeles. Zudem spielte der lokale Radiosender K.N.A.C. die Lieder des Demos. Daraufhin wurde New Renaissance Records auf die Band aufmerksam und nahm diese unter Vertrag. Hierüber erschien 1987 das Debütalbum Begins with a Nightmare, das in Europa über U.S. Metal Records erhältlich war. Auf dem 1988er Album Do or Die, das von Steve Negus produziert wurde, war Stephen Turrer als neuer Bassist zu hören. Danach löste sich die Band auf. Im Jahr 1989 gründeten der Gitarrist Marshall Birch und der Schlagzeuger Brian Vella zusammen mit weiteren Mitgliedern die Band Assailant.

## Stil
Laut Götz Kühnemund vom Metal Hammer spiele die Band auf Begins with a Nightmare abwechslungsreichen, mittelschnellen Metal. Der Gesang von Paul Gleneicki sei klar und melodiös, wobei dieser im Kontrast zum rauen Gitarrenklang stehe. Martin Popoff schrieb in seinem Buch The Collector’s Guide of Heavy Metal Volume 2: The Eighties, dass die Band auf dem Album komplex klinge und zog Vergleiche zu Annihilator. Popoff bezeichnete das zweite Album Do or Die als progressiven Speed Metal, wobei der Gesang extrem hoch sei. Er beschrieb die Musik als eine Mischung aus Watchtower, Atheist, Riot der späten 1980er Jahre, Overkill, Death Angel, Destruction, Mekong Delta, Voivod und Mordred.

## Diskografie
- 1984: Assault Attack Tour (Demo, Eigenveröffentlichung)
- 1985: Scepters of Deceit (Demo, Eigenveröffentlichung)
- 1987: Begins with a Nightmare (Album, New Renaissance Records / U.S. Metal Records (Europa))
- 1988: Do or Die (Album, Maze Music)